# علم البيئة الهوائي
علم البيئة الهوائي أو علم البيئة الجوي أو علم البيئة الطيراني هو علم يدرس كيفية استخدام أشكال الحياة المحمولة جوًا والتفاعل مع المكونات الحيوية وغير الأحيائية الأخرى في الغلاف الجوي. يُنظر إلى الغلاف الجوي على أنه موطن، والطريقة التي تستجيب بها الكائنات الحية للفضاء لها علاقة ببيئة وتطور وحفظ العديد من أنواع الطيور والخفافيش والحشرات والنباتات في العالم.
توفر التفاعلات والخصائص في الغلاف الجوي، وهي المنطقة الأقرب إلى سطح الأرض، ضغوطًا انتقائية تؤثر على حجم وشكل الكائنات الحية، ووظائفها السلوكية والحسية والأيضية والتنفسية. على عكس الكائنات الحية التي تقضي حياتها بالكامل على الأرض أو في الماء، تتأثر الكائنات التي تستخدم الغلاف الجوي على الفور تقريبًا بظروف متغيرة مثل الرياح وكثافة الهواء وتركيزات الأكسجين وهطول الأمطار ودرجة حرارة الهواء وضوء الشمس والضوء المستقطب وضوء القمر وقوى المغناطيسية الأرضية والجاذبية.
اعتمد علم البيئة الهوائي على دراسات ميدانية بيئية تقليدية مثل المراقبة المباشرة أو الكشف عن الكائنات الحية التي تحلق فوق الرأس (على سبيل المثال، مشاهدة القمر أو الكاميرات الحرارية أو الصوتيات الحيوية). ومع ذلك، فقد تم تقدم المجال بشكل كبير من خلال إدراج البيانات المستشعرة عن بعد، وخاصة رادار دوبلر للطقس. في مارس 2012، تم عقد ورشة عمل دولية ومتعددة التخصصات لرادار علم البيئة الهوائي في المركز الوطني للطقس في حرم جامعة أوكلاهوما في نورمان، أوكيه، الولايات المتحدة الأمريكية. ناقش الخبراء في مجالات علم البيئة والأرصاد الجوية كيف يمكن تطبيق تقنيات الرادار المختلفة على الأسئلة البيئية. تستمر مجموعات أبحاث علم البيئة الهوائي في كل من جامعة أوكلاهوما وجامعة ديلاوير في تطوير وتكامل البيانات المستشعرة عن بُعد لتحديد كمية وتأهيل وتتبع الاستخدام البيولوجي للغلاف الجوي السفلي.

## تاريخ
علم البيئة الهوائي هو مجال دراسة جديد نسبيًا. تم تقديمه لأول مرة كمفهوم من قبل الباحث في جامعة بوسطن توماس كونزي وآخرون. في ورقة نشرت في عام 2008، «علم الطيران: استكشاف ونمذجة الغلاف الجوي».

## علم البيئة الهوائي المراقب
بالمعنى التقليدي، اقتصر علم البيئة الهوائي على الملاحظات المأخوذة من أرض الكائنات البيولوجية التي تشغل المجال الجوي أعلاه. قد يشمل ذلك سلوك البحث عن الطعام بالقرب من السطح أو ممر مراقبي القمر الذين يستخدمون مراقبين بشريين مجهزين بالبصريات. مع ظهور واعتماد تقنيات مثل الكاميرات الحرارية، والرادار البحري، أحدثت ثورة في القدرة على اكتشاف وتتبع الحيوانات الكبيرة بما يكفي في الغلاف الجوي.

## علم البيئة الهوائي باستخدام الرادار
كان الدكتور سيدني رائداً في إجراء دراسات علم البيئة باستخدام رادار الطقس. خلال دراساته العليا في جامعة ولاية لويزيانا وبعد ذلك كأستاذ في جامعة كليمسون. كشفت أعماله الأولية مع صور الرادار الكثير عن وصول ومغادرة الطيور المهاجرة النيوتروبية.

### انعكاسية
ستعكس أشعة الرادار الأجسام الكثيفة بما فيه الكفاية، مثل قطرات الماء أو جسم الطائرة أو الحيوانات الطائرة. سيعكس انعكاس الكائن على المقطع العرضي للرادار الذي يمليه حجم الجسم وشكله وتكوينه المادي. تمثل بيانات انعكاسية رادار الطقس مجموع انعكاسية جميع الأجسام داخل المجال الجوي الذي تم اختباره، وبالتالي فهي تعميم لمقدار المطر، أو للأغراض البيئية، ووفرة الحيوانات في هذا الحجم من الهواء. يستخدم علماء الطيران مصطلح «الانتشار الحيوي» لوصف انعكاس الرادار من الأجسام البيولوجية.

### سرعة نسبية
رادارات الطقس قادرة على الكشف عن في أشكال الموجة العائدة. يتم استخدام هذه المعلومات لاستقراء متوسط السرعة النسبية لجميع الأجسام داخل المجال الجوي الذي تم اختباره. استخدم علماء الهواء هذه المعلومات للتمييز بين الأجسام التي تنجرف مع الريح (الجسيمات مثل الغبار أو البذور أو حبوب اللقاح)، من الأجسام التي تتحرك بشكل أسرع قليلاً مع الرياح (على سبيل المثال، الحشرات)، والأجسام تتحرك على الأقل 5-6 م / ث أسرع من أو ضد الاتجاه السائد للرياح (مثل الطيور والخفافيش).

### رادار ثنائي القطب
يعد تحديث رادارات الطقس للسماح بالاستقطاب المزدوج لحزمة الرادار بتوفير مزيد من التوصيف والتمييز للأهداف المحمولة جوًا. بالنسبة لعلم البيئة، يعد هذا بالسماح بقدرة أفضل على التمييز بين الطيور المهاجرة من الحشرات أو الطقس أو الجسيمات العالقة. كما أن نسب انعكاسية الشعاع الأفقي مقابل الرأسي وتأثير دويلر تنطوي أيضًا على إمكانات كبيرة لقياس التباينات بين اتجاه الطيور بالنسبة لمسارات حركتها المحققة، مما يوفر الوسائل لتقييم تعويض الانحراف بين الطيور المهاجرة.